# Myiotriccus ornatus
A Myiotriccus ornatus a madarak (Aves) osztályának a verébalakúak (Passeriformes) rendjébe és a királygébicsfélék (Tyrannidae) családjába tartozó Myiotriccus nem egyetlen faja.

## Rendszerezése
A fajt Frédéric de Lafresnaye francia ornitológus írta le 1837-ben, a Tyrannula  nembe Tyrannula ornata néven.

## Alfajai
- Myiotriccus ornatus aureiventris (P. L. Sclater, 1874)
- Myiotriccus ornatus ornatus (Lafresnaye, 1853)
- Myiotriccus ornatus phoenicurus (P. L. Sclater, 1855)
- Myiotriccus ornatus stellatus (Cabanis, 1873)[2]

## Előfordulása
Dél-Amerika északnyugati részén, az Andok-hegységben, Kolumbia, Ecuador és Peru területén honos. Természetes élőhelyei a szubtrópusi és trópusi síkvidéki és hegyi esőerdők, valamint folyók és patakok környéke. Állandó, nem vonuló faj.

## Megjelenése
Testhossza 11 centiméter, testtömege 11-14 gramm.
|  |

## Életmódja
Rovarokkal, főleg bogarakkal, hangyákkal, méhekkel és darazsakkal táplálkozik.

## Természetvédelmi helyzete
Az elterjedési területe nagy, egyedszáma pedig stabil. A Természetvédelmi Világszövetség Vörös listáján nem fenyegetett fajként szerepel.